# Unto Ashes
Unto Ashes är en amerikansk musikgrupp från New York som spelar medeltidsmusik. Den bildades 1997.

## Medlemmar
Ordinarie medlemmar
- Michael Laird – dulcimer, gitarr, sång, hurdy gurdy, mandolin, saz, slagverk
- Ericah Hagle – sång
- Natalia Lincoln – keyboard, sång

Bidragande musiker (urval)
- Jeremy Alisauskas – elektrisk gitarr, akustisk gitarr
- Paul Ash – hurdy gurdy, slagverk
- Catherine Bent – cello
- Melissa "The Loud" Kacalanos – hurdy gurdy
- Gregor Kitzis – violin
- Sarah "Mariko" Newman – sång, violin
- Susanna Melendez – sång
- Kit Messick – sång
- Sonne "Oliver" Hagal – slagverk, sång

## Diskografi
Studioalbum
- 2000 – Moon Oppose Moon
- 2001 – Saturn Return
- 2003 – Empty Into White
- 2005 – Grave Blessings
- 2006 – Songs for a Widow
- 2009 – The Blood of My Lady
- 2012 – Burials Foretold
- 2014 – Ghosts Captured

EP
- 2000 – Forever Sick
- 2004 – I Cover You With Blood
- 2012 – Spellbound In Winter

Singlar
- 2007 – "One World One Sky" (Club Mix) / "The Life of This World" (promo)